# Thylactus sikkimensis
Thylactus sikkimensis är en skalbaggsart som beskrevs av Stefan von Breuning 1938. Thylactus sikkimensis ingår i släktet Thylactus och familjen långhorningar. Inga underarter finns listade i Catalogue of Life.